# Sgurr Alasdair

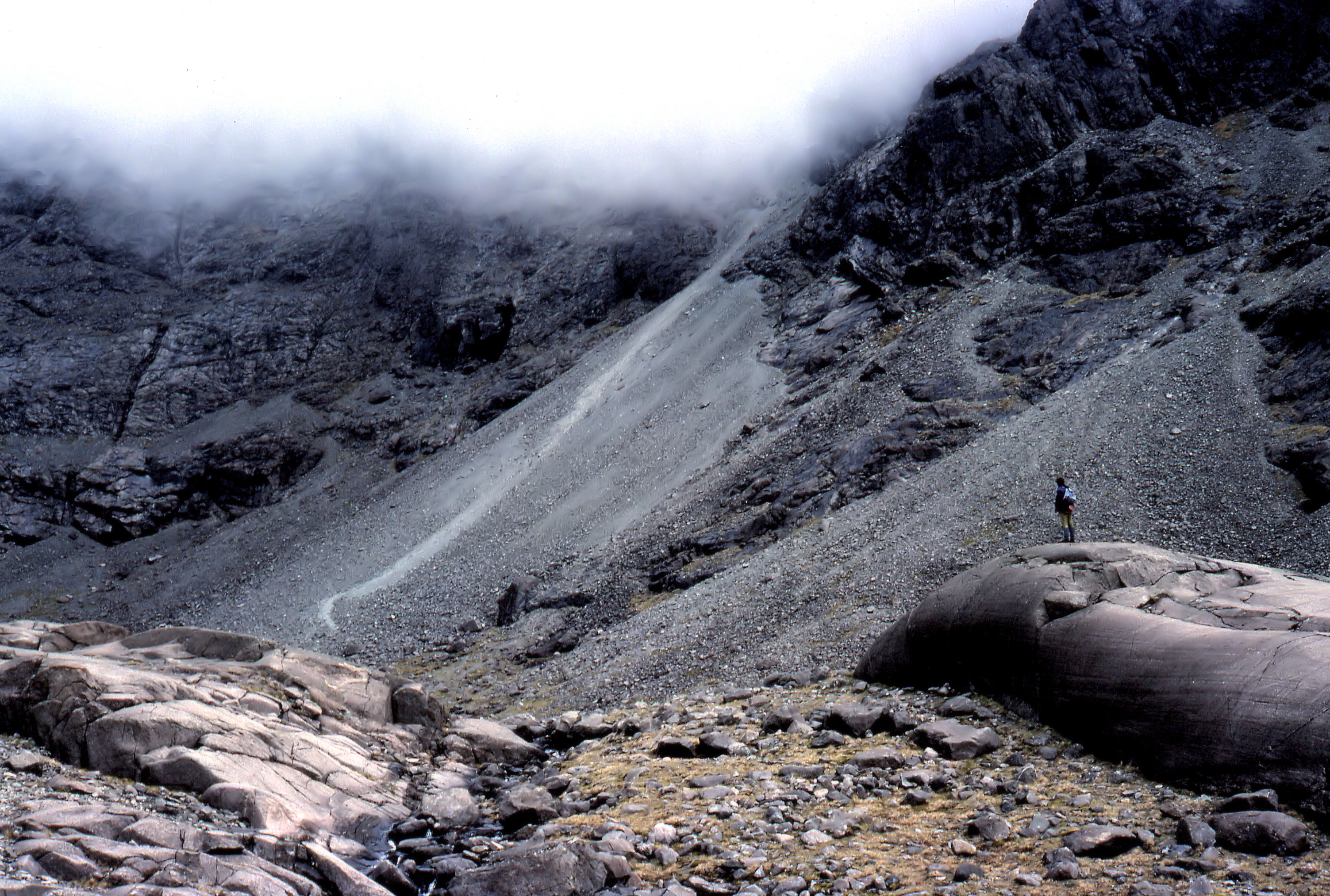
El Great Stone Shoot (con una raya pálida) lleva al Sgurr Alisdair (que está en la niebla).

Sgurr Alasdair es el pico más alto de la Cuillins negras, y el más alto de la isla de Skye en Escocia (Reino Unido). Como el resto de la cadena, está compuesta de gabro, una roca ígnea con excelente agarre para la práctica del montañismo.
Como con otras colinas de las Cuillin, para alcanzar la cima es preciso tener cabeza para las alturas y habilidad de trepar. La ruta menos técnica sigue un rasgo conocido como "Great Stone Shoot" – una pedrera que lleva desde el corrie de Coire Lagan para unirse a la cresta principal debajo de la cima. Le sigue entonces un corto tramo de trepada hasta la cima más aguda de las Cuillin.
Otras rutas requieren habilidad para la trepada o escalada en roca. La cumbre de Sgurr Alasdair puede alcanzarse por un corto rodeo de la principal cresta por parte de montañeros que emprendan la travesía integral de la cordillera Cuillin, o por los que sigan el circuito de Coire Lagan.